# Macrosamanea duckei
Macrosamanea duckei là một loài thực vật có hoa trong họ Đậu. Loài này được (Huber) Barneby & J.W.Grimes mô tả khoa học đầu tiên.